# Jatinga Ramesvara
Jatinga Ramesvara és una muntanya de 1075 metres situada a 14° 50′ N, 76° 51′ E / 14.833°N,76.850°E al districte de Chitaldruga a l'estat de Karnataka, Índia. La seva fama deriva del fet que és un dels llocs on es van trobar els edictes d'Asoka.
A la part occidental té un temple anomenat de Ramesvara, que dataria del 962.